# Офицерски бунт (1887)
Офицерският бунт е опит за военен преврат в България през 1887 г.
Организиран е от офицери русофили, емигрирали след неуспеха на деветоавгустовския преврат от август 1886 г., довел до абдикацията на княз Батенберг. В заговора от 1887 г. се включват групи офицери от гарнизоните в Силистра и Русе, но бунтът не получава голяма подкрепа и е потушен за няколко дни.

## История
Непосредствено след провала на опита за преврат, в някои селища, като Перущица и Яворово, са проведени проруски демонстрации, а в подобни прояви през октомври 1886 г. в Бургас и Сливен взимат участие и военни. В началото на 1887 г. част от избягалите в Румъния офицери, начело с майор Петър Груев и капитаните Радко Димитриев и Анастас Бендерев, създават в Румъния организация под името Революционен комитет, която си поставя за задача да подготви въоръжено въстание в България срещу Регентството и правителството на д-р Васил Радославов.
За тази цел ръководителите на заговора се опират на армията, без да разчитат на каквато и да е подкрепа от страна на българската общественост. Тяхната дейност е слабо разгърната и се ограничава в привличане на офицери от различните гарнизони в страната. Най-съпричастни се оказват гарнизоните в Силистра и Русе.
Властите успяват да разкрият действията им чрез кореспонденцията с руския посланик в Букурещ Михаил Хитрово, което става повод за преждевременно започване на акцията в Силистра. За да не бъдат арестувани офицерите от Силистренския гарнизон, неговият началник капитан Христо Кръстев обявява на 16 февруари въстание в града. След прехвърлянето на други военни подразделения към Силистра, Кръстев е изоставен от войниците си и е разстрелян на брега на река Дунав.
Примерът на Христо Кръстев е последван само от началника на Русенския гарнизон майор Атанас Узунов на 19 февруари и от командващия 3-та пехотна бригада – подполковник Димитър Филов. В Русе към бунта се присъединяват пионерните части, а Пети пехотен дунавски полк остава лоялен на правителството. Тъй като другите гарнизони в страната не въстават и въпреки почти публичната руска помощ (оръжие, муниции, пари, свободен трафик от и до Румъния), бунтът бързо е потушен.
В условията на въведено извънредно положение, участниците в бунта са съдени от военно-полеви съдилища, като смъртните присъди се утвърждават от главнокомандващия майор Рачо Петров. На 22 февруари 1887 г. в местността Левент табия край Русе са разстреляни майор Атанас Узунов, майор Олимпи Панов, капитан Георги Зеленогоров, подпоручик Кожухарски, подпоручик Димо Тръмбешки, подпоручик Енчев, подпоручик Божински и двама граждани Тома Кърджиев и Александър Цветков. Смъртна присъда получава и капитан Болман, но тя не е изпълнена, тъй като той е руски поданик. С 15 години затвор са заменени смъртните присъди на подпоручиците Мирков и Кръстев.
Със заповед на военния министър полковник Данаил Николаев военните формирования, участвали в преврата, са разформировани, а бойните им знамена – изгорени.
През ноември 1896 г. успешно приключват преговорите за амнистия на разбунтувалите се българските офицери, 60 от които емигрират в Русия по време на управлението на Стефан Стамболов. Всички са реабилитирани на военна служба, като единствено Петър Груев, Анастас Бендерев и Радко Димитриев са ограничени от постъпване във войската.